# Dertiende penning
De dertiende penning was een zakelijk recht in Nederland dat niet in het Burgerlijk Wetboek was geregeld, maar dat al een eeuwenoude geschiedenis had. Het kwam van oudsher voor in het ontgonnen veengebied tussen Abcoude en Woerden, in het noordwesten van de Nederlandse provincie Utrecht. Per 1 januari 2015 is het afgeschaft.
Het recht van de Dertiende penning stamt vermoedelijk uit de 12e eeuw. In die tijd bestond het gebied rondom Vinkeveen, Abcoude, Baambrugge, Loenen aan de Vecht en Kamerik uit wilde veenmoerassen. De eigenaar van die grond (de leenman) gaf stukken moeras uit aan kolonisten. Deze kolonisten bewerkten de grond; goed voor de leenman (zijn grond werd meer waard) en goed voor de kolonist (hij kon van de opbrengst van de grond leven).
De rechthebbende, de familie Jurrissen, had bij iedere verkoop van onroerend goed aanspraak op een deel van de waarde van het grondstuk, de waarde van de eventuele opstallen niet inbegrepen, te betalen door de koper.

Naast deze heffing omvatte het recht van dertiende penning veelal ook een recht van naasting: de heer had dan het recht om, wanneer een prijs was overeengekomen voor de verkoop van een stuk grond, dat stuk grond tegen die prijs te kopen in plaats van de beoogde koper. Op die manier kon de landheer voorkomen dat een ongewenste nieuwe koper zich in zijn gebied vestigde. Dit recht van naasting verviel in de Franse Tijd.
Van de plaatselijke heer gingen de rechten later over op de Staat, groepen particulieren en rechtspersonen.
Bij wet van 1984 werd de dertiende penning voor een periode van 30 jaar van 7,7% (1/13) naar 11% verhoogd, met de bepaling dat het recht per 1 januari 2015 zou vervallen. Op deze manier kregen de rechthebbenden een compensatie voor de aanstaande afschaffing. De eventueel nog aanwezige rechten op naasting werden per direct afgeschaft.
Op enkele plaatsen was het recht al verdwenen door afkoop of door non-usus (het geen gebruik maken van het recht gedurende een langere periode). De dertiende penning bestond tot 2015 nog in delen van Abcoude, Baambrugge, Kamerik, Loenen aan de Vecht en Vinkeveen. Onder de gemeenten Abcoude, Loenen en Vinkeveen was het recht in handen van een aantal particulieren, die dit meestal door vererving hadden verkregen, terwijl het recht op de meeste gronden onder Kamerik en Zegveld aan het Rijk toekwam.
In 2012 waren er nog drie partijen die het recht van de Dertiende penning hieven:
- De Dienst Domeinen Utrecht namens de Staat der Nederlanden;
- CMS Derks Star Busmann te Utrecht namens een groot aantal 'particulieren en een kerkgenootschap';
- Familie Jurrissen.[bron?]

## Kamerik
In Kamerik kwam het recht in 1990 in handen van de Stichting Beheer Kasteel Renswoude. De eerdere rechthebbenden, die op dat moment in de VS woonden, hadden het recht doorverkocht aan genoemde Stichting. Hoewel het recht toen al enige tientallen jaren niet meer was geheven, legde deze stichting de heffing in 1991 opnieuw op, en haalde daarmee de kranten. Directe aanleiding was de brand in 1985 van kasteel Renswoude, waarna de stichting een zoektocht naar financiële middelen is gestart om de wederopbouw te bekostigen. Na een langdurige rechtszaak werd de rechthebbende uiteindelijk in het gelijk gesteld: het gerechtshof oordeelde dat het recht niet verjaard was, en de Hoge Raad bevestigde dat oordeel in 1997. Sindsdien heeft de stichting de penning niet meer opgelegd, tot in 2011 en 2012 enkele tientallen mensen over hun koop van de afgelopen jaren alsnog een aanslag kregen. De aanslagen liepen vaak in de tienduizenden euro's, met name als het om grote gebouwen of landerijen ging.
Op oudejaarsdag 2014 werd het opheffen van de gehate heffing in Kamerik gevierd door een kartonnen namaak Kasteel Renswoude in vlammen te doen opgaan.